# Стокгольмський міжнародний кінофестиваль
Стокгольмський міжнародний кінофестиваль (швед. Stockholms filmfestival) — кінофестиваль, що проводиться щорічно в другій половині листопада в Стокгольмі (Швеція) з 1990 року. Фестиваль акредитований Міжнародною федерацією асоціацій кінопродюсерів. Головний приз фестивалю — «Бронзовий кінь» (швед. Bronshästen) вручають найкращому фільму за результатами голосування журі.

## Нагороди

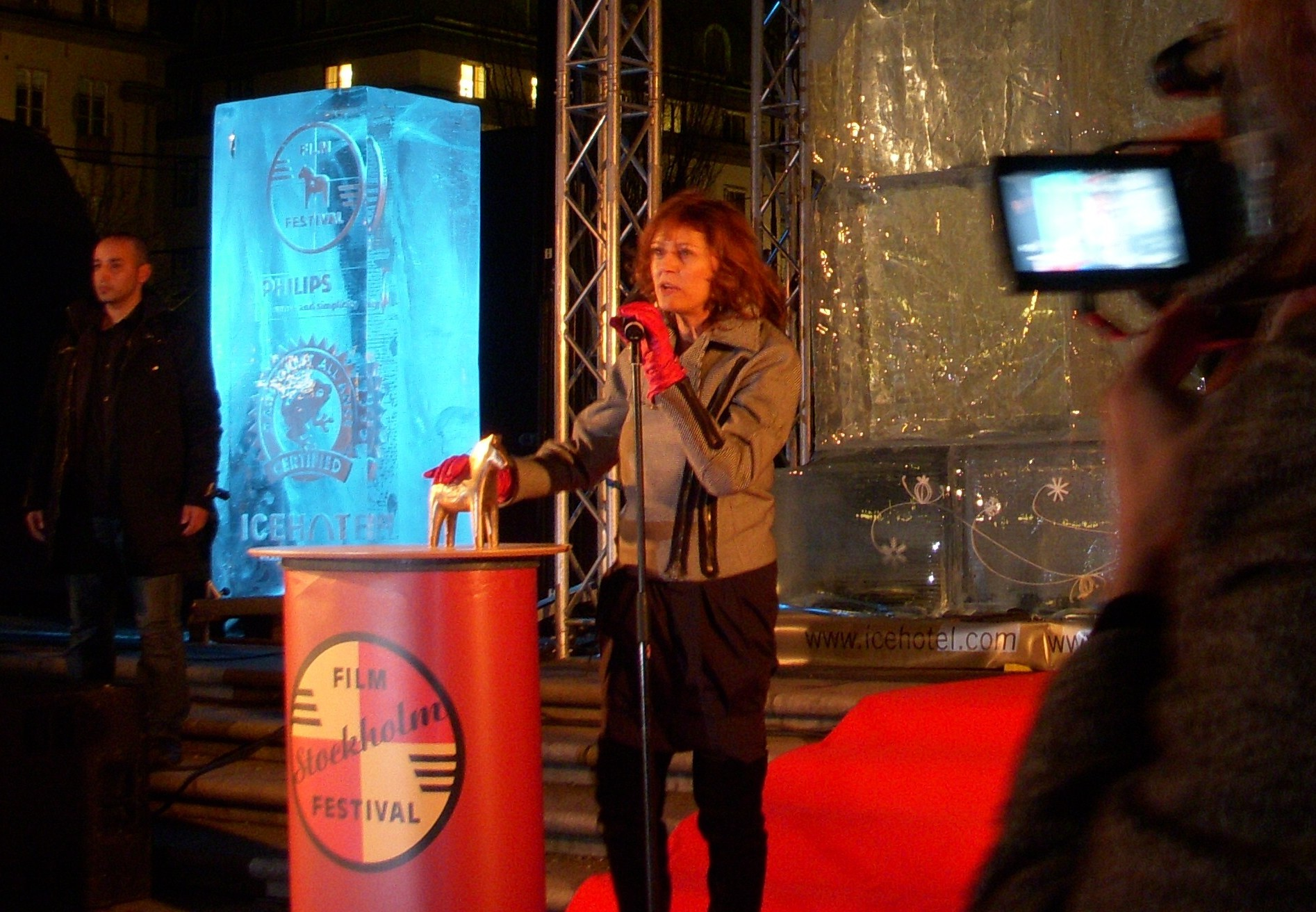
Актриса Сьюзен Сарандон з бронзовим конем на фестивалі 2009 року

### Бронзовий кінь: найкращий фільм
Ця номінація є головною на фестивалі. Приз за перемогу в ній — бронзова статуетка коня вагою 7,3 кілограми.
| Рік  | Фільм                                                      | Режисер                  |
| ---- | ---------------------------------------------------------- | ------------------------ |
| 1990 | Історія про паркувальних місцях                            | Еверетт Льюїс            |
| 1991 | Європа                                                     | Ларс фон Трієр           |
| 1992 | Скажені пси                                                | Квентін Тарантіно        |
| 1993 | Раз, два, три... замри!                                    | Бертран Бліє             |
| 1994 | Кримінальне чтиво                                          | Квентін Тарантіно        |
| 1995 | Інститут Бенжамента або Цю мрію люди звуть людським життям | Стівен Куей, Тімоті Куей |
| 1996 | Красиві села красиво горять                                | Срджан Драгоєвіч         |
| 1997 | Unmade Beds                                                | Ніколас Баркер           |
| 1998 | Рани                                                       | Срджан Драгоєвіч         |
| 1999 | Конвоїри чекають                                           | Бенуа Мар'яж             |
| 2000 | Алі Зауа, принц вулиці                                     | Набіль Аюш               |
| 2001 | Садист                                                     | Ларрі Кларк              |
| 2002 | Незворотність                                              | Гаспар Ное               |
| 2003 | Шульце грає блюз                                           | Майкл Шорр               |
| 2004 | Невинність                                                 | Люсіль Хаджіхаліловіч    |
| 2005 | Північний схід                                             | Хуан Дієго Соланас       |
| 2006 | Шеррібебі                                                  | Лорі Колльє              |
| 2007 | 4 місяці, 3 тижні і 2 дні                                  | Крістіан Мунджіу         |
| 2008 | Замерзла річка                                             | Кортні Гант              |
| 2009 | Ікло                                                       | Йоргос Лантімос          |
| 2010 | Зимова кістка                                              | Дебра Гранік             |
| 2011 | Осло, 31-го серпня                                         | Йоакім Трієр             |
| 2012 | Ерудиція                                                   | Кейт Шортланд            |
| 2013 | Велетень-егоїст                                            | Кліо Барнард             |
| 2014 | Дівоцтво                                                   | Селін Ск'ямма            |
| 2015 | Гучніше, ніж бомби                                         | Йоакім Трієр             |
| 2016 | Безбожники                                                 | Раліца Петрова           |
| 2017 | Молода жінка                                               | Леонор Серрай            |

### Stockholm Lifetime Achievement Award
- 1990 — Роджер Корман
- 1991 — Денніс Гоппер
- 1992 — Viveca Lindfors
- 1994 — Квентін Тарантіно
- 1995 — Жан-Поль Готьє
- 1996 — Род Стайгер
- 1997 — Еліа Казан
- 1998 — Джина Роулендс
- 1999 — Роман Поланскі
- 2000 — Лорен Беколл
- 2001 — Жан-Люк Годар
- 2002 — Ерланд Джозефсон
- 2003 — Девід Лінч
- 2004 — Олівер Стоун
- 2005 — Девід Кроненберг
- 2006 — Лассе Гальстрем
- 2007 — Пол Шрейдер
- 2008 — Шарлотта Ремплінг
- 2009 — Сьюзен Серендон
- 2010 — Андерссон Гаррієт
- 2011 — Ізабель Юппер
- 2012 — Ян Труель
- 2013 — Клер Дені
- 2014 — Майк Лі
- 2015 — Стівен Фрірз
- 2016 — Френсіс Форд Коппола
- 2017 — Ванесса Редґрейв
- 2018 — Мері Гаррон[en]

### Stockholm Visionary Award
Вручають з 2004 року.
- 2004 — Тодд Солондз
- 2005 — Террі Гілліам
- 2006 — Даррен Аронофскі
- 2007 — Вес Андерсон
- 2008 — Вонг Карвай
- 2009 — Люк Бессон
- 2010 — Ґас Ван Сент
- 2011 — Алехандро Гонсалес Іньярріту
- 2012 — Жак Одіар
- 2013 — Пітер Гріневей
- 2014 — Рой Андерссон
- 2015 — Йоргос Лантімос
- 2016 — Франсуа Озон
- 2017 — Пабло Ларраїн
- 2018 — Асгар Фархаді

### Stockholm Achievement Award
- 2012 — Віллем Дефо
- 2014 — Ума Турман
- 2015 — Еллен Берстін
- 2018 — Гуннель Ліндблум

### Приз глядацьких симпатій
Вибирається глядачами.
| Year | Film                                    | Director                        |
| ---- | --------------------------------------- | ------------------------------- |
| 2000 | Хлопці не плачуть                       | Кімберлі Пірс                   |
| 2001 | Вас не наздоженуть                      | Леа Пул                         |
| 2002 | Японія                                  | Карлос Рейгадас                 |
| 2003 | Станційний доглядач                     | Томас МакКарті                  |
| 2004 | Олдбой                                  | Пак Чхан Ук                     |
| 2005 | Шторм                                   | Монс Морлінд та Бйорн Стейн     |
| 2006 | Маленька міс Щастя                      | Джонатан Дейтон та Валері Феріс |
| 2007 | Джуно                                   | Джейсон Рейтман                 |
| 2008 | Добровільно-примусово                   | Рубен Естлунд                   |
| 2009 | Бухта                                   | Луї Псіхойос                    |
| 2010 | Waste Land та Це-Англія. Рік 1986       | Louie Psihoyos/Шейн Медоуз      |
| 2011 | Життя прекрасне                         | Джонатан Левін                  |
| 2012 | Дівчинка за викликом                    | Мікаель Марсімаін               |
| 2013 | 12 років рабства                        | Стів Макквін                    |
| 2014 | Мамочка                                 | Ксав'є Долан                    |
| 2015 | Мустанг                                 | Деніз Ґамзе Ерґювен             |
| 2016 | Я, Деніел Блейк                         | Кен Лоуч                        |
| 2017 | Три білборди за межами Еббінга, Міссурі | Мартін Макдона                  |
| 2018 | Капернаум                               | Надін Лабакі                    |

### Висхідна зірка
Нагороджується актор, який зробив істотний внесок у фільм, і який може незабаром стати зіркою. Мета нагороди — відзначити актора на початку кар'єри.
- 2008 — Малин Крєпін
- 2009 — Анастасіос Соуліс
- 2010 — Алісія Вікандер
- 2011 — Малін Буска[sv]
- 2012 — Нерміна Лукач
- 2013 — Адам Лундгрен
- 2014 — Юлія Рагнарссон
- 2015 — Алієтта Офейм[sv]
- 2016 — Філіп Берг[sv]
- 2017 — Густав Лінд[sv]
- 2018 — Альба Аугуст